# 1543 en philosophie
Chronologie de la philosophie
- 1539
- 1540
- 1541
- 1542
- 1543
- 1544
- 1545
- 1546
- 1547

L’année 1543 a été marquée, en philosophie, par les événements suivants :

## Publications
- L'Apologie inachevée de Vivès fut éditée à titre posthume sous le titre De veritate fidei christianae par Cranevelt. Le livre IV présente le dialogue d’un chrétien et d’un docteur de l’islam.

## Naissances
- Johann Thomas Freig (parfois aussi Freige, Frey, Freigius ou Frigius), philosophe allemand, appartenant à la scolastique tardive, né à Fribourg-en-Brisgau en 1543 et mort à Bâle en 1583. Freig a enseigné et écrit sur plusieurs disciplines, il est en particulier considéré comme l'un des premiers à utiliser le terme de psychologie ("psychologia") pour désigner l'étude de l'esprit.

## Décès
- Pier-Angelo Manzolli ou, par anagramme de son nom Marcellus Palingenius Stellatus (né à La Stellata, près de Ferrare entre 1500 et 1503 et mort en ce même lieu vers 1543 [1]) est un médecin, poète et philosophe italien de la Renaissance dont la seule œuvre connue est un poème latin en douze livres du nom de Zodiacus Vitae.